# Егерська бичача кров

Егерський виноробний регіон

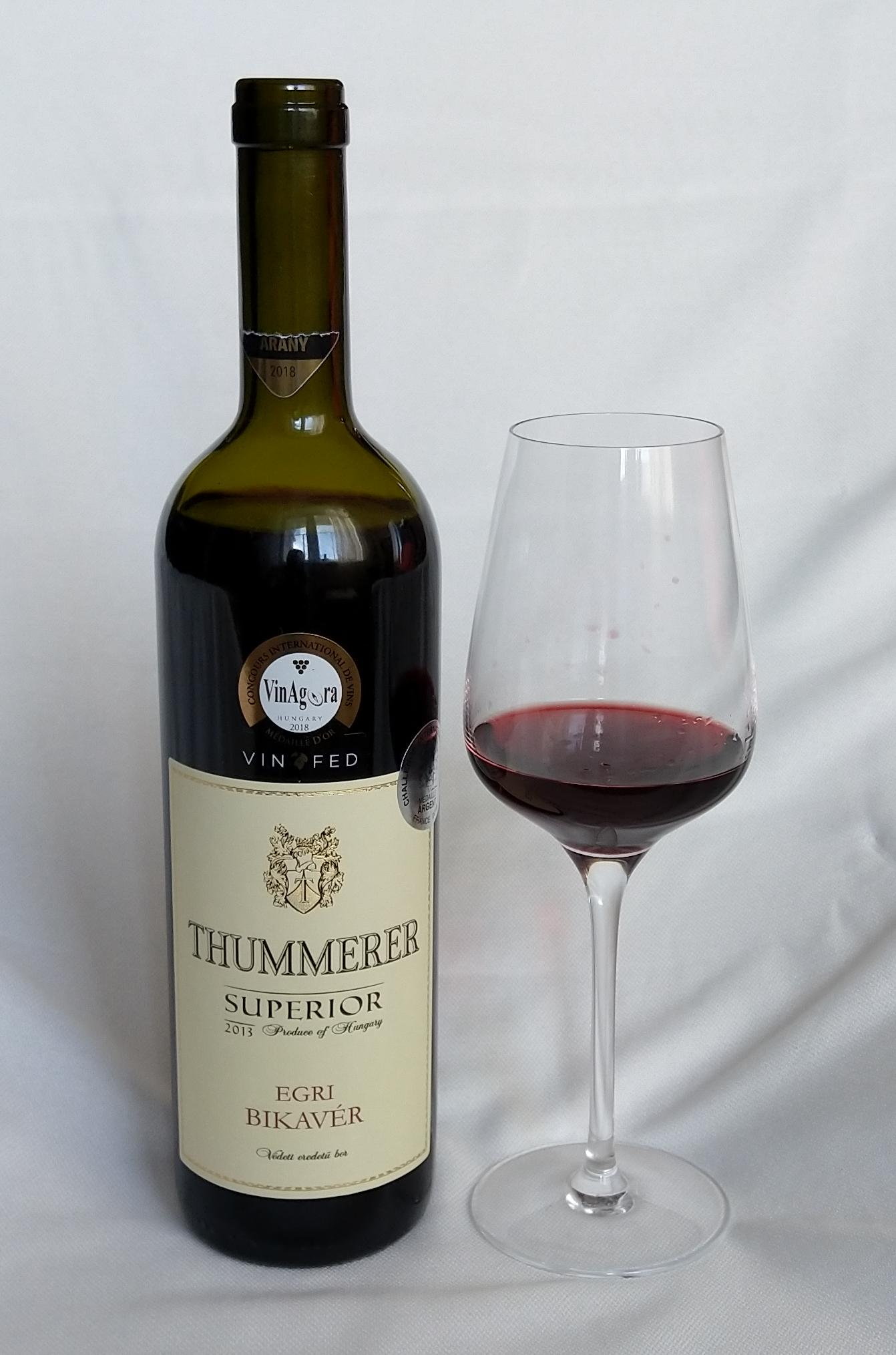
Вино Egri Bikavér Superior

Егерська бичача кров (угор. Egri Bikavér) — купажне червоне сухе угорське вино, що виробляється у виноробному регіоні Егер.

## Історія
Раніше в Угорщині «бичачою кров'ю» називали будь-яке темне червоне вино. Засновником цього вина у сучасному вигляді вважається місцевий винороб Йене Гребер. Він на початку ХХ сторіччя почав виробляти якісне вино під такою назвою та популяризував його за межами Угорщини. У наш час це вино є візитівкою виноробного регіону Егер. На честь угор. Egri Bikavér кожного липня у місті Егер проводиться фестиваль. На центральній площі міста встановлюють шатри, у яких місцеві  виробники пропонують на дегустацію різноманітні купажі вина. 

## Технологія виробництва
Раніше основним сортом для виготовлення цього вина була Кадарка, але після епідемії філоксери основним сортом став Блуфранкіш (місцева назва в Угорщині — Кекфранкош). Також для купажу використовують Кадарку, Каберне Фран, Каберне Совіньон, Мерло, Піно Нуар, Сіра, Туран та інші. Купаж повинен містити не менше 3 сортів винограду у певних пропорціях. Для виготовлення високоякісного вина врожайність виноградників контролюють.

## Egri Bikavér Superior
У 2004 році був запроваджений новий рівень якості вина, Egri Bikavér Superior. Для його отримання необхідно використовувати не менше 5 з 13 рекомендованих сортів винограду, а також застосовувати більш низьку врожайність виноградників. Витримка вина повинна тривати не менше 12 місяців у дерев'яних бочках та 6 місяців у пляшці перед випуском на ринок. Положення про склад купажу, технологію виноробства і мінімальний рівень алкоголю також відрізняється від ординарного Egri Bikavér.

## Характеристика вина
Вино має насичений червоний колір, середній рівень кислотності та середній або високий рівень танінів. У ароматі та смаку присутні ноти червоних ягід. Вино гарно поєднується з м'ясними стравами угорської кухні (гуляш, смажена качка, тощо), а також з пряними та гострими стравами. Оптимальна температура вживання вина 16–18 °C.